# Kate Dolan
Kate Dolan  ist eine irische Drehbuchautorin und Filmregisseurin.

## Leben
Die in Irland geborene und dort aufgewachsene Kate Dolan studierte Film- und Fernsehproduktion an der National Film School in Dublin, wo sie 2012 ihren Abschluss machte. Hiernach arbeitete sie rund zwei Jahre lang als Broadcast Producer bei TBWA Dublin, realisierte eine Zeit lang Werbespots für Jumper Productions und machte sich 2018 selbstständig.
Im Jahr 2014 nahm sie am Talentförderprogramm Berlinale Talents teil, um das Drehbuch für ihren Kurzfilm Little Doll zu entwickeln. Dieser feierte im Februar 2016 bei der Berlinale seine Premiere. Ihr nächster Kurzfilm Catcalls wurde im November 2017 beim Cork International Film Festival gezeigt und bei den Ireland Young Director Awards als bester Kurzfilm ausgezeichnet. Das Musikvideo zu Story of My Life, ein Popsong der irischen Sängerin Lesley Roy, die damit hätte Irland beim Eurovision Song Contest 2020 in Rotterdam vertreten sollen, entstand auch unter ihrer Regie.
Ihr Spielfilmdebüt You Are Not My Mother, mit Hazel Doupe, Carolyn Bracken und Paul Reid in den Hauptrollen,  feierte im September 2021 beim Toronto International Film Festival seine Premiere, wo der Film in der Sektion Midnight Madness gezeigt wurde.

## Filmografie
- 2012: Breathe In (Kurzfilm, Regie und Drehbuch)
- 2016: Little Doll (Kurzfilm, Regie und Drehbuch)
- 2017: Catcalls (Kurzfilm, Regie und Drehbuch)
- 2020: Story of My Life (Musikvideo, Regie)
- 2021: You Are Not My Mother (Regie und Drehbuch)

## Auszeichnungen
Dublin International Film Festival
- 2022: Auszeichnung mit dem Aer Lingus Discovery Award (You Are Not My Mother)[7]

Internationale Filmfestspiele Berlin
- 2016: Nominierung als Bester Kurzfilm für den Gläsernen Bären in der Sektion Generation Kplus (Little Doll)[8]

Irish Film and Television Award
- 2022: Nominierung für die Beste Regie (You Are Not My Mother)
- 2022: Nominierung für das Beste Drehbuch (You Are Not My Mother)
- 2022: Nominierung als Rising Star[9][10]